# Pteroeides latissimum
Pteroeides latissimum is een Pennatulaceasoort uit de familie van de Pennatulidae. De wetenschappelijke naam van de soort is voor het eerst geldig gepubliceerd in 1869 door Kölliker.